# Neolophonotus congoensis
Neolophonotus congoensis là một loài ruồi trong họ Asilidae. Neolophonotus congoensis được Ricardo miêu tả năm 1920. Loài này phân bố ở vùng nhiệt đới châu Phi.